# Ciutadà honrat
Els ciutadans honrats o burgesos honrats foren una mena d'aristocràcia urbana que es va desenvolupar a la Corona d'Aragó durant la baixa edat mitjana a l'empara del creixement polític de les grans ciutats.
A partir del segle xi, en paral·lel al creixement de les grans ciutats, s'havia anat constituint una mena de patriciat burgès que, amb l'increment de llibertat municipal donat per la reialesa, va monopolitzant el govern ciutadà. Quan a partir del segle xii es produeixen diferenciacions entre estaments o mans, els ciutadans honrats es comencen a posicionar com la mà major. Estava formada per gent de carrera, famílies de bona posició, fins i tot propietaris de terres amb drets de senyoria. El primer esment escrit data del segle xiv.
La màxima representació d'aquesta classe va ser el ciutadà honrat de Barcelona, que estava exempt de determinats tributs i gaudia de prerrogatives. Rebien l'epítet de magnífic. El formaven un nombre reduït de famílies, però també s'hi podia accedir per acord favorable dels consellers de la ciutat. Era una oligarquia urbana amb un poder creixent en un moment que el desenvolupament municipal de les grans ciutats a tot Europa competia amb el camp, tradicional feu de la noblesa. El ciutadans honrats de Barcelona varen tenir un paper fonamental en la creació de la Biga durant el segle xv. La Biga agrupava els ciutadans honrats (entre els quals hi havia els grans comerciants importadors) i s'oposava, políticament, als mercaders, comerciants i menestrals.
A València, des de 1420, als ciutadans honrats, doctors, llicenciats en dret i aquells que tinguessin càrrec de justícia, se'ls reconeixien els mateixos honors, gràcies i immunitats que als cavallers i homes de paratge.
Durant l'edat moderna, una part important dels ciutadans honrats, tant de Barcelona com d'altres ciutats importants, provenia de famílies de pagesos rics, que compartiren residència entre la seva masia d'origen, que era explotada per masovers, i el casal que posseïen a Barcelona.